# Embedded Value
Als Embedded Value (deutsch eingebetteter Wert) bezeichnet man den nach einer speziellen Methode bestimmten Wert eines Personenversicherungsbestandes. Er setzt sich zusammen aus dem Barwert der erwarteten künftigen Netto-Erträge aus dem Versicherungsbestand einschließlich der Kapitalerträge, dem Eigenkapital und Bewertungsreserven (Stillen Reserven) abzüglich der Kapitalkosten. Diskontiert wird mit einem das Abweichungsrisiko in den erwarteten Erträgen berücksichtigenden Zinssatz.
Da die Berechnung von vielen Annahmen abhängig ist und es keine allgemeinen Standards für die verwendeten Berechnungsmethoden gibt, sind veröffentlichte Werte nur schwer vergleichbar. In letzter Zeit gewinnen zwei verwandte Größen an Bedeutung, der European Embedded Value (EEV) und der Market Consistent Embedded Value (MCEV). Diese berücksichtigen weitere relevante Größen beziehungsweise stellen bestimmte Anforderungen an die Berechnungsmethoden, verlangen insbesondere Annahmen, die an den aktuellen Konditionen auf den Finanzmärkten orientiert sind.
Alle Varianten des Embedded Values können der Unternehmenssteuerung dienen und stehen in engem Zusammenhang mit dem Shareholder Value. Zukünftiges Neugeschäft findet in den verschiedenen Varianten jedoch keine Berücksichtigung, so dass der Wert des Unternehmens höher anzusetzen ist.
Die Langfristigkeit und das implizite Risiko des Personensversicherungsgeschäfts, die Orientierung am Kapitalmarkt sowie die spezifischen Kapitalanforderungen durch das Aufsichtsrecht erschweren die Berechnung des gegenwärtigen Bestandswertes. Diese erfordert Annahmen über zukünftige Entwicklungen der verschiedenen Märkte, Zinssätze und Erträge und erfolgt in der Regel entweder aufgrund von Mittelwerten oder über stochastische Modellierung.
Der Embedded Value wurde entwickelt, um den Besonderheiten des Versicherungsgeschäfts Rechnung zu tragen, insbesondere aber eine realistische Bewertung zu erreichen, die in der herkömmlichen, meist nur auf Vorsicht bei der Bewertung ausgerichteten Rechnungslegung, nicht ausreichend berücksichtigt wurden. Insbesondere im Vereinigten Königreich waren die früher üblichen Methoden der Rechnungslegung für interne Unternehmenssteuerung ungenügend und wurden daher durch ursprünglich nur für interne Zwecke gedachte Eigenentwicklungen der einzelnen Versicherer ergänzt. Daher erklärt sich auch, dass die Methoden zur Bestimmung des Embedded Values niemals vereinheitlicht wurden. Modernere Methoden der Rechnungslegung, insbesondere marktorientierte prospektive Bewertungen (z. B. Fair Values) stehen allerdings inzwischen in Konkurrenz zum Embedded Value, der aufgrund seiner Gestaltung, nicht zuletzt auch wegen seiner mangelnden Kodifizierung, nicht für Rechnungslegungszwecke geeignet ist.